# Hugo Fourquet
Pour les articles homonymes, voir Fourquet.
Pas d'image ? Cliquez ici

a Compétitions nationales et continentales officielles uniquement.

Dernière mise à jour le 7 juin 2024.
Hugo Fourquet, né le 15 avril 2002, est un joueur français de rugby à XV évoluant principalement au poste de centre.

## Biographie
Originaire de Castelnau-Magnoac, Hugo Fourquet est formé à la pratique du rugby à XV au club du Magnoac Football Club dès 2008, évoluant dans le cadre de l'entente des écoles de rugby de Magnoac et de Lannemezan, entraîné notamment par son père Nicolas.
De 2016 à 2018, il joue avec les cadets du Tarbes PR,,,.
Il rejoint ensuite les Crabos de l'Aviron bayonnais,. Durant la saison 2021-2022, alors qu'il fait partie du groupe des espoirs bayonnais et après voir vu son contrat prolongé,, il participe à son premier match avec le groupe professionnel qui terminera champion de France de Pro D2,.
À l'intersaison 2022, Fourquet rejoint le club voisin de l'US Dax, évoluant alors en Nationale, dans le cadre d'un prêt d'une saison, ; il suit alors Jean-Frédéric Dubois, ex-entraîneur des lignes arrières bayonnaises en fin de mission et désormais manager de l'effectif dacquois,. Lors de cette saison, il participe à la remontée du club en Pro D2, ainsi qu'à la finale concédée contre le Valence Romans DR ; il signe alors un contrat professionnel pour deux saisons supplémentaires.
Lors de sa première saison en Pro D2, il est occasionnellement utilisé au poste d'ailier plutôt qu'à celui de centre dans le cadre des rotations d'effectif. Sa prolongation de contrat est actée dès début décembre lors de l'exercice 2024-2025 pour deux années supplémentaires, jusqu'en 2027.

## Palmarès
- Championnat de France de Nationale :
  - Vice-champion : 2023 avec l'US Dax.